# 石川県道143号深田片野下福田線
石川県道143号深田片野下福田線（いしかわけんどう143ごう ふかたかたのしもふくだせん）とは、石川県加賀市にある一般県道（石川県道）である。

## 概要
- 起点：石川県加賀市深田町5番1地先（＝小塩交差点、石川県道19号橋立港線交点）
- 終点：石川県加賀市大聖寺下福田町41番3地先（＝鴨池口交差点、石川県道140号上木中町線交点）

起点より南西へ進む。片野町で東に折れ、ラムサール条約登録地である片野鴨池に沿って、緩やかに南へカーブする。片野隧道で北陸自動車道をくぐった後、東にカーブし、続いて南にカーブ、終点の鴨池口交差点に至る。

## 歴史
- 1960年（昭和35年）10月15日：路線認定。

## 接続道路
- 石川県道19号橋立港線、石川県道295号小松加賀自転車道線（加賀市深田町：起点）
- 石川県道295号小松加賀自転車道線（同市片野町）
- 石川県道140号上木中町線（同市大聖寺下福田町・鴨池口交差点：終点）

## 重複路線
- 石川県道295号小松加賀自転車道線（加賀市深田町・小塩交差点 - 同市黒崎町、同市黒崎町 - 同市片野町）

## 通過する自治体
- 石川県
  - 加賀市